# Antidepresivo tricíclico

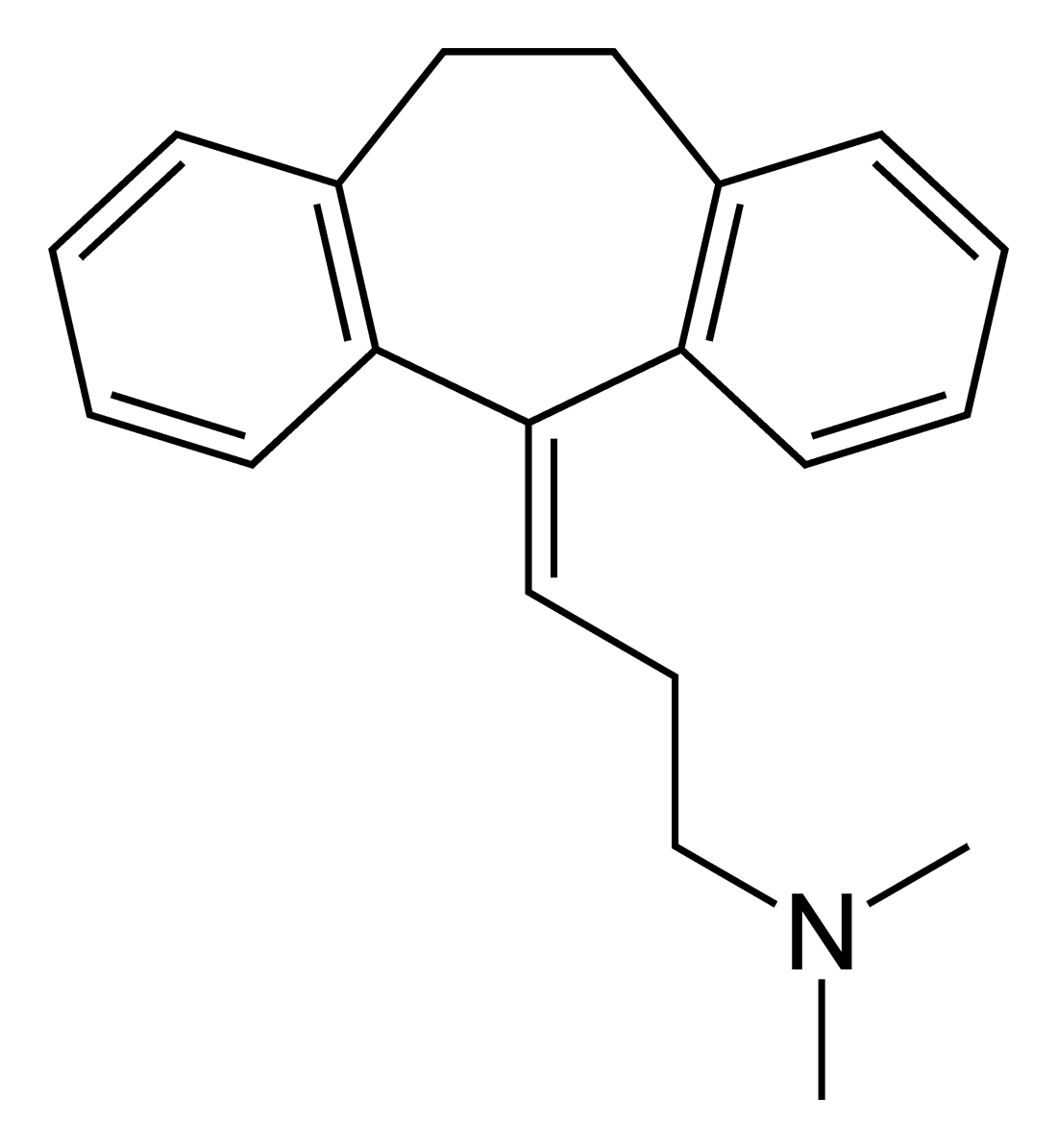
Estructura de la amitriptilina, uno de los antidepresivos tricíclicos.

Los antidepresivos tricíclicos son un grupo de medicamentos antidepresivos que reciben su nombre de su estructura química, que incluye una cadena de tres anillos. Los tricíclicos son uno de los más importantes grupos de fármacos usados en el tratamiento médico de los trastornos del estado de ánimo (como los trastornos bipolares), junto con los IMAO (inhibidores de la MAO o monoaminooxidasa), el litio y los inhibidores selectivos de la recaptación de las monoaminas. Por lo general están contraindicados en menores de 18 años, y deben usarse con precaución (calcular la relación riesgo-beneficio) en embarazo y lactancia, epilepsia y conductas suicidas. El primer antidepresivo tricíclico fue la imipramina, que inicialmente se pensó como un antipsicótico; sin embargo, pronto se descubrió su efecto antidepresivo.

## Farmacología
La mayoría de los tricíclicos se absorben de manera incompleta por vía oral, y después de su absorción pasan por un importante metabolismo de primer orden. Los tricíclicos se metabolizan por dos vías principales, la transformación del núcleo tricíclico y la alteración de su cadena alifática. El volumen de distribución es bastante grande como resultado de la alta unión proteica tisular y la relativamente alta solubilidad lipídica de estos medicamentos.

## Mecanismo de acción

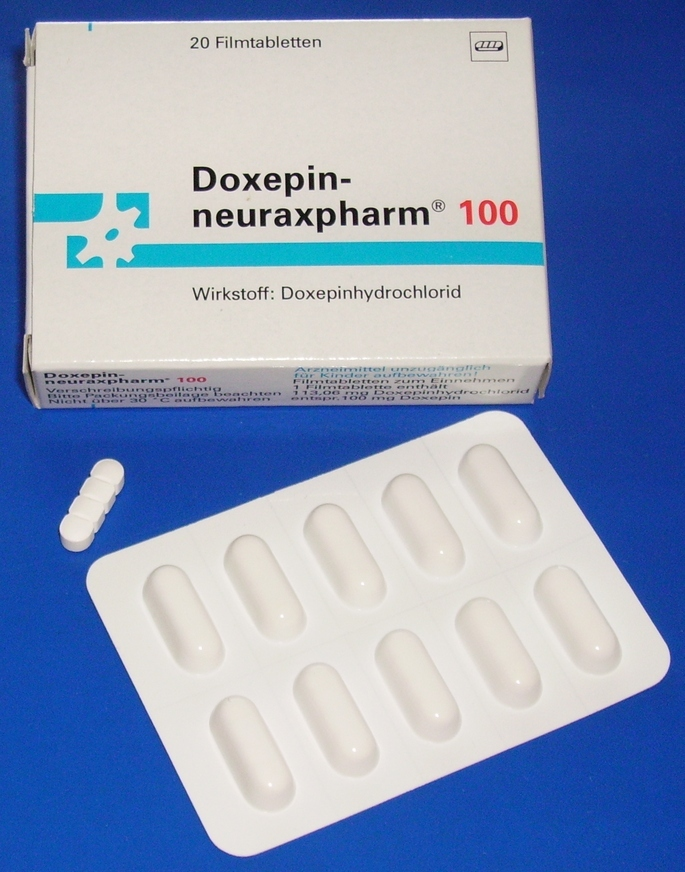
Tabletas de doxepina.

Los antidepresivos tricíclicos se han usado clínicamente por más de cuatro décadas y tienen cierta semejanza química y, en menor medida, farmacológica a las fenotiazinas. El descubrimiento de sus propiedades antidepresivas fue una observación fortuita, pues inicialmente se creyó que serían útiles como antihistamínicos con propiedades sedativas y potencialmente antipsicóticas. Su uso ahora se limita para el tratamiento de la depresión y otras patologías conductuales mediadas por bloqueo en el normal funcionamiento de los neurotransmisores tales como serotonina y noradrenalina, se utilizan desde antidepresivos triciclicos—la imipramina y la amitriptilina son los prototipos—hasta tetracíclicos, como la amoxapina, y además se usan inhibidores selectivos de la recaptación de neurotransmisores específicos como por ejemplo de serotonina (ISRS). 
Los antidepresivos tricíclicos impiden la recaptación de la serotonina y la noradrenalina, lo que da lugar, por tanto, a un aumento de sus niveles en el encéfalo. Por ello han sido utilizados para impedir la depresión posterior de ingestas de drogas. Algunos con acción serotonérgica son: amitriptilina, imipramina y la clomipramina. Con acción noradrenérgica: nortriptilina y desipramina.

## Efectos secundarios
Algunos signos y síntomas de la intoxicación por antidepresivos incluyen sequedad bucal, visión borrosa, midriasis, cansancio, retención urinaria (por aumento de la tonalidad del músculo liso), aumento de la temperatura, arritmias, hipotensión postural, convulsiones, shock, desmayos , coma y muerte. Debido a la absorción retardada, su prolongada vida media y su circulación hepática, el paciente puede encontrarse bajo riesgo en periodos de 4 a 6 días.
Otras reacciones adversas a medicamentos antidepresivos se encuentran efectos anticolinergicos como broncodilatación, efectos cardiovasculares, aumento de peso y disfunción sexual. La venlafaxina provoca específicamente aumento de la presión arterial media. Los ISRs producen sedación y efectos anticolinérgicos. Los IMAOS (inhibidores de la monoaminooxidasa) provocan hipotensión ortostática (postural) y disfunción sexual. La trazodona y nafazodona provocan priapismo (erecciones recurrentes y dolorosas), aumento de SGOT plasmático (transaminasa glutámico-oxaloacética) y en algunos casos un desbalance hormonal que provoca ginecomastia (desarrollo de tejido mamario en varones).
En caso de sobredosis, por ejemplo por clorhidrato de desipramina o imipramina, los síntomas como respiración lenta, dificultado urinaria, visión borrosa, vómitos y latidos cardíacos anormales, aparecen por lo general en el término de 4 horas después de la ingestión y alcanzan su máxima severidad después de 24 horas. El pronóstico y evolución del afectado depende de la prontitud del socorro médico.
Los Antidepresivos tricíclicos son los fármacos más estudiados en cuanto a su paso a la leche materna. Parece que todos ellos  pasan a la leche, alcanzando concentraciones similares a las plásmaticas. La relación L/P puede variar entre 0,1 y 3,7, en función de la molécula estudiada, las condiciones de toma de la muestra y de la cantidad de leche analizada. No obstante en la mayoría de los casos la concentración plásmatica en el lactante no es detectable con las técnicas actuales. Se han descrito dos casos de efectos secundarios graves con la doxepina (somnolencia, hipotonía, problemas en la succión y deglución, vómitos y depresión respiratoria) que obligaron a la interrupción de la lactancia materna.

## Ejemplos
El primer antidepresivo tricíclico descubierto fue la imipramina, descubierta accidentalmente en la búsqueda de un nuevo antipsicótico en los años 1950. Desde entonces, algunos de los tricíclicos añadidos a la lista de antidepresivos incluyen:
| Nombre                                 | Marca comercial                             | Inhibidor de la recaptación de Noradrenalina | Inhibidor de la recaptación de Serotonina | Antagonista dopaminérgico | Antihistamínico |
| amitriptilina (y butriptilina)         | Elavil, Endep, Tryptanol, Trepiline, Amyzol | si                                           | si                                        |                           | si              |
| amoxapina                              | Asendin, Asendis, Defanyl, Demolox, Moxadil | si                                           | si                                        | metabolito                | si              |
| clomipramina                           | Anafranil                                   | metabolito                                   | si                                        |                           |                 |
| desipramina                            | Norpramin, Pertofrane                       | si                                           |                                           |                           |                 |
| dosulepina clorhidrato (dothiepin HCl) | Prothiaden, Thaden                          | si                                           |                                           |                           |                 |
| doxepina                               | Adapin, Sinequan                            | si                                           |                                           |                           | si              |
| imipramina (y dibenzepina)             | Tofranil, Janimine                          | si                                           | si                                        |                           | si              |
| iprindol                               | -                                           | si                                           |                                           |                           |                 |
| lofepramina                            | Gamanil                                     | si                                           |                                           |                           |                 |
| nortriptilina                          | Aventyl, Pamelor                            | si                                           |                                           |                           |                 |
| opipramol                              | Opipramol-neuraxpharm, Insidon              | si                                           |                                           |                           |                 |
| protriptilina                          | Vivactil, Rhotrimine                        | si                                           |                                           |                           |                 |
| trimipramina                           | Surmontil                                   | si                                           |                                           |                           | si              |

Nota: Ciertas fuentes sugieren que la mayoría de los tricíclicos combinan, hasta cierto punto, efectos tanto adrenérgicos como serotonérgicos, a menudo reportados en proporciones. Algunos de los medicamentos descritos aquí, en orden del más selectivo para receptores no-adrenérgicos al más selectivo para los receptores de la serotonina: lofepramina, nortriptilina, amitriptilina, imipramina, clomipramina.

### Clasificación: aminas
Los antidepresivos tricíclicos a menudo se clasifican como aminas terciarias y secundarias. Por lo general, las aminas terciarias potencian a la serotonina así como receptores no-adrenérgicos y producen mayor sedación, efectos anticolinérgicos e hipotensión ortostática. Las aminas secundarias tienen mayor afinidad por los transportadores de noradrenalina y menos afinidad sobre otros receptores (muscarinicos de ACh, histaminicos y serotoninergicos) por lo que tienden a tener un perfil de efectos secundarios más leve.
Las aminas terciarias incluyen: amitriptilina, imipramina, trimipramina, doxepina, clomipramina, y lofepramina.  
Las aminas secundarias incluyen: nortriptilina, desipramina, protriptilina, y amoxapina.